# Fedor Sommer
Fedor Sommer (* 21. September 1864 in Hohenfriedeberg, Kreis Bolkenhain, Provinz Schlesien; † 16. Juni 1930 in Hirschberg, Provinz Niederschlesien) war ein deutscher Lehrer, Schulrat und Schriftsteller.

## Schriften

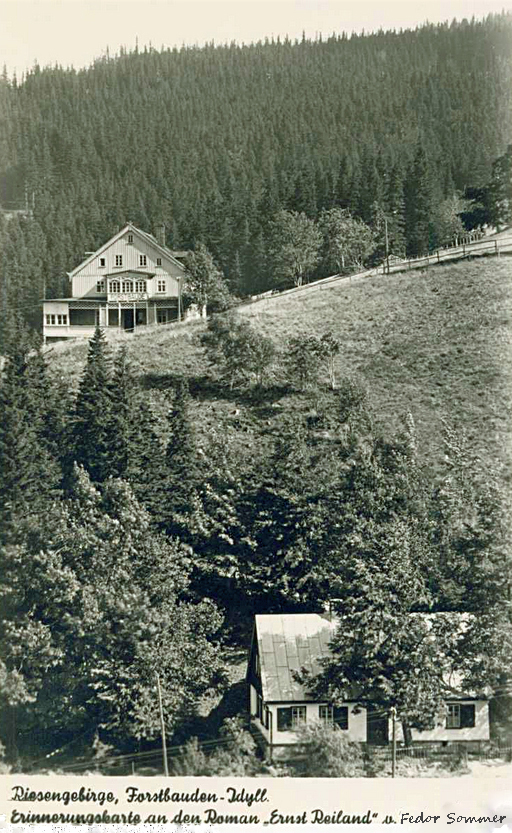
Ehem. Forstbauden im Riesengebirge – Erinnerungskarte an den Roman "Ernst Reiland" von Fedor Sommer

Als schlesischer Autor verfasste er insbesondere auf heimatkundlicher Forschung beruhende Romane, Novellen und Erzählungen wie
- Der Friede am Berge – ein Sang aus Schlesiens alter Zeit (1890)

- Hussitenjahre (1908, 2. Auflage 1924)
- Die Fremden (1910)
- Die Schwenckfelder (1911)
- Ein wunderliches Eiland Novelle (1914, Neuausgabe 2013)
- Das Waldgeschrei Roman (1915, Halle an der Saale),
- Hans Ulrich Novelle (1917)
- Bolko – ein Burgen- und Heimatspiel in 3 Aufzügen (1925)
- Ernst Reiland Roman in drei Büchern (1926) – Handlung in der Bergkolonie Forstbauden im Riesengebirge
- Die Zillertaler – ein Heimweh-Roman (1926)
- Unter dem Selbstherrscher – Roman (1926)
- In der Waldmühle – Roman (1926)
- Zwischen Mauern und Türmen – ein Roman aus dem 18. Jahrhundert (1960)
- Fedor Sommer – 21. September 1864 bis 16. Juni 1930 Tagebuch (1970)
- Der Narr zum Briege Novelle (1975)
- Schlesische Miniaturen (1975)

aber auch heimatkundliche Schulschriften wie
- Der Kreis Münsterberg – eine Heimatkunde für Schule und Haus (1898)
- Schlesien. Eine Landeskunde (vier Auflagen, 1896–1913)
- Die Geschichte Schlesiens (1908, Nachdruck 1972)
- Realienbuch (1913)
- Geologische Wanderungen durch den Kreis Bolkenhain (1924)

und einen
- Heimatatlas für die Provinz Schlesien (1913).

Das Fedor-Sommer-Archiv wird als Dauerleihgabe im Herder-Institut, Marburg, aufbewahrt.